# Cantó de Roanne-Nord
El cantó de Roanne-Nord era una divisió administrativa francesa del departament del Loira, situat al districte de Roanne. Comptava 3 municipis i part del de Roanne. Va desaparèixer el 2015.

## Municipis
- La Bénisson-Dieu
- Briennon
- Mably
- Roanne

## Història
| Data d'elecció                           | Identitat        | Partit                     | Qualitat |
| ---------------------------------------- | ---------------- | -------------------------- | -------- |
| 1945-1951                                | Auguste Dourdein | SFIO                       |          |
| 1951-1970                                | Paul Pillet      | UDSR, després CD           |          |
| 1970-1973                                | Alain Terrenoire | UDR                        |          |
| 1973-1979                                | Paul Pillet      | Centrista, després UDF-CDS |          |
| 1979-1992                                | Paul Desroches   | PCF                        |          |
| 1992-2001                                | Yves Nicolin     | UDF                        |          |
| 2001-2015                                | Alain Guillemant | PS                         |          |
| les dades anteriors no són pas conegudes |                  |                            |          |
|                                          |                  |                            |          |

## Demografia
| A partir de 1990: Població sense dobles comptes |